# Tom Goodman-Hill
Tom Goodman-Hill (Enfield, Inglaterra; 21 de mayo de 1968) es un actor inglés.

## Biografía
Tom se casó con Kerry Bradley, con quien tiene dos hijos, sin embargo la pareja se divorció en el 2010 después de 20 años juntos.
En el 2010 comenzó a salir con la actriz Jessica Raine, la pareja se casó el 1 de septiembre de 2015.

## Carrera
Tom es patrón de "Scene & Heard".
En el 2002 apareció como invitado en el segundo episodio de la primera temporada de la popular y exitosa serie británica Spooks donde interpretó a Nick Thomas, uno de los contactos del líder derechista Robert Osbourne, que luego se revela que es un periodista independiente llamado Kieran Harvey, cuando Osbourne se entera de esto lo manda matar.
En el 2003 interpretó a Sanderson Reed, el emisario del gobierno británico en la película The League of Extraordinary Gentlemen.
En el 2005 apareció en la obra The Cosmonaut's Last Message To The Woman He Once Loved In The Former Soviet Union donde dio vida a Eric.
Ese mismo año se unió al elenco principal de la serie Ideal donde interpretó al oficial de la policía Phil Collins, hasta el final de la serie en el 2011. También apareció en la miniserie Beethoven donde dio vida al músico austríaco Anton Schindler.
En el 2008 interpretó al político inglés John Lilburne en la miniserie The Devil's Whore.
En el 2009 apareció como invitado en la popular y exitosa serie Hustle donde interpretó a Alfie Baron, un hombre de clase alta que se convierte en una de los objetivos del equipo.
En el 2011 se unió al elenco de la primera temporada de la serie Spy, donde interpretó a Philip Quil, el compañero de Judith Elliot (Dolly Wells) y maestro de Marcus Elliot. Durante la segunda temporada el personaje de Philip fue interpretado por el actor Mark Heap.
En el 2013 se unió al elenco principal de la película Mr Selfridge donde interpreta al señor Roger Grove, el jefe del personal, hasta ahora.
En el 2015 se unió al elenco de la película Everest donde interpretó a uno de los guía Neal Beidleman de la montaña.
Ese mismo año se unió al elenco de la serie Humans donde interpreta a Joseph "Joe" Hawkins, el esposo de Laura Hawkins (Katherine Parkinson), quien compra a la robot Anita para que ayude en el cuidado de su familia.

## Filmografía

### Series de televisión
| Año             | Título                    | Personaje                  | Notas                               |
| --------------- | ------------------------- | -------------------------- | ----------------------------------- |
| 2024            | Baby Reindeer             | Darrien O'Connor           | 2 episodios                         |
| 2015 - presente | Humans                    | Joseph "Joe" Hawkins       | 8 episodios                         |
| 2013 - presente | Mr Selfridge              | Mr. Roger Grove            | 30 episodios                        |
| 2015            | Residue                   | Hollings                   | episodio # 1.1 - miniserie          |
| 2012            | Dead Boss                 | Tim                        | 6 episodios                         |
| 2012            | The Hollow Crown          | Sir Stephen Scroop         | episodio "Richard II" - miniserie   |
| 2012            | Call the Midwife          | David Jones                | episodio # 1.4                      |
| 2011            | Black Mirror              | Tom Blice                  | episodio "The National Anthem"      |
| 2011            | Spy                       | Philip Quil                | 6 episodios                         |
| 2011            | Doc Martin                | Mark Bridge                | 2 episodios                         |
| 2011            | Case Histories            | Neil Hunter                | 2 episodios                         |
| 2011            | Case Sensitive            | Steve Harboard             | 2 episodios                         |
| 2011            | Candy Cabs                | Barry O'Sullivan           | 3 episodios                         |
| 2011            | Waking the Dead           | Tristan                    | 2 episodios                         |
| 2005 - 2011     | Ideal                     | Phil Collins               | 46 episodios                        |
| 2010            | Foyle's War               | Maurice Jones              | episodio "The Russian House"        |
| 2009            | Big Top                   | Voz del Anuncio            | episodio "Visa"                     |
| 2009            | Inspector George Gently   | Sam Draper                 | episodio "Gently Through the Mill"  |
| 2009            | The Omid Djalili Show     | -                          | 3 episodios                         |
| 2009            | Free Agents               | Malcolm                    | 3 episodios                         |
| 2009            | Moses Jones               | Det. Insp. Dick Catherwood | 3 episodios                         |
| 2009            | Hustle                    | Alfie Baron                | episodio "The Road Less Travelled"  |
| 2008            | The Devil's Whore         | John Lilburne              | 4 episodios - miniserie             |
| 2008            | Midsomer Murders          | Tristan Balliol            | episodio "The Magician's Nephew"    |
| 2008            | Doctor Who                | Reverendo Golightly        | episodio "The Unicorn and the Wasp" |
| 2008            | Lewis                     | Richard Helm               | episodio "Music to Die For"         |
| 2008            | Never Better              | Richard                    | 6 episodios                         |
| 2007            | After You've Gone         | David Henderson            | episodio "And So This Is Christmas" |
| 2006            | Green Wing                | Político                   | episodio # 2.5                      |
| 2006            | Uncle Max                 | Gerente                    | episodio "Uncle Max Goes Bowling"   |
| 2006            | Perfect Day: The Funeral  | Tom                        | episodio "The Funeral" - miniserie  |
| 2005            | Beethoven                 | Anton Schindler            | episodio "Faith & Fury"             |
| 2005            | Murder in Suburbia        | Doug Bannister             | episodio "Witches"                  |
| 2005            | Broken News               | Joe Reed / Guy Batson      | 6 episodios                         |
| 2004            | Fungus the Bogeyman       | Tony                       | -                                   |
| 2004            | The Worst Week of My Life | Ben                        | 3 episodios                         |
| 2003            | Death in Holy Orders      | Eric Surtees               | 2 episodios                         |
| 2002            | The Office                | Ray                        | 2 episodios                         |
| 2002            | Spooks                    | Nick Thomas                | episodio # 1.2                      |
| 2001            | Heartbeat                 | Patrick Mason              | episodio "Legacies"                 |
| 2001            | Murder in Mind            | David                      | episodio "Vigilante"                |
| 2001            | Barbara                   | Coggins                    | episodio "Mate"                     |
| 2000            | A Dinner of Herbs         | Hal Roystan                | 4 episodios - miniserie             |
| 2000            | Border Cafe               | Max                        | miniserie                           |
| 1999            | Jonathan Creek            | Jeff                       | episodio "Miracle in Crooked Lane"  |
| 1999            | People Like Us            | PC. David Knight           | episodio "The Police Officer"       |
| 1999            | Goodnight Sweetheart      | Brick                      | episodio "Just in Time"             |
| 1996            | No Bananas                | Lt. Johnson                | episodio "Dunkirk" - miniserie      |

### Películas
| Año  | Título                                | Personaje      | Notas |
| ---- | ------------------------------------- | -------------- | --- |
| 2016 | The Truth Commissioner                | Jake Marston   | junto a Ian McElhinney, Roger Allam, Conleth Hill, Ian Beattie y Klára Issová                               |
| 2016 | Hippie Hippie Shake                   | David Frost    | junto a Sienna Miller, Cillian Murphy, Chris O'Dowd, Derek Jacobi, Max Minghella y Emma Booth               |
| 2015 | The Rizen                             | Número 37      | junto a Laura Swift, Sally Phillips, Julian Rhind-Tutt y Patrick Knowles                                    |
| 2015 | Everest                               | Neal Beidleman | junto a Jason Clarke, Jake Gyllenhaal, Josh Brolin, John Hawkes, Sam Worthington y Emily Watson             |
| 2015 | Residue                               | Keller         | junto a Natalia Tena, Iwan Rheon, Danny Webb, Emilia Jones, Franz Drameh y Adrian Schiller                  |
| 2014 | Down Dog                              | Doctor Hill    | junto a Jason Durr, Nick Moran, Orla O'Rourke y Dylan Llewellyn                                             |
| 2014 | The Imitation Game                    | Sgt. Staehl    | junto a Benedict Cumberbatch, Keira Knightley, Matthew Goode, Rory Kinnear, Charles Dance y Mark Strong     |
| 2011 | Chalet Girl                           | Les            | junto a Felicity Jones, Ed Westwick, Tamsin Egerton, Ken Duken, Nicholas Braun, Bill Nighy y Brooke Shields |
| 2006 | Perfect Day: The Millennium           | Tom            | junto a Josephine Butler, Jemima Rooper, Rhashan Stone, Anthony Calf y Mark Donovan                         |
| 2005 | Perfect Day                           | Tom            | junto a Josephine Butler, Rob James-Collier, Rhashan Stone, Kate Ashfield y Chris Bisson                    |
| 2003 | The League of Extraordinary Gentlemen | Sanderson Reed | junto a Sean Connery, Peta Wilson, Stuart Townsend, Shane West, Jason Flemyng y Richard Roxburgh            |
| 2001 | Charlotte Gray                        | Empresario     | junto a Cate Blanchett, James Fleet, Rupert Penry-Jones y Anton Lesser                                      |
| 1996 | In Love and War                       | Houston Kenyon | junto a Mackenzie Astin, Chris O'Donnell, Margot Steinberg, Sandra Bullock, Alan Bennett e Ingrid Lacey     |

### Videojuegos
| Año  | Título                                   | Personaje        | Notas                                    |
| ---- | ---------------------------------------- | ---------------- | ---------------------------------------- |
| 2013 | Ryse: Son of Rome                        | -                | prestó su voz para las voces adicionales |
| 2013 | Soul Sacrifice                           | -                | prestó su voz para las voces adicionales |
| 2012 | ZombiU                                   | Dr. Peter Knight | prestó su voz para el personaje          |
| 2011 | Killzone 3                               | Soldado Helghast | prestó su voz para el personaje          |
| 2011 | The Last Story                           | Asthar           | prestó su voz para el personaje          |
| 2009 | Killzone 2                               | Helghast         | prestó su voz para las voces adicionales |
| 2008 | Viking: Battle for Asgard                | -                | prestó su voz para el personaje          |
| 2005 | Shinobido                                | Zaji "The Hawk"  | prestó su voz para el personaje          |
| 2005 | Harry Potter and the Goblet of Fire      | Peter Pettigrew  | prestó su voz para el personaje          |
| 2004 | Harry Potter and the Prisoner of Azkaban | Peter Pettigrew  | prestó su voz para el personaje          |

### Narrador
| Año         | Programa       | Notas                                |
| ----------- | -------------- | ------------------------------------ |
| 2004 - 2006 | Megastructures | 10 episodios - documental            |
| 2006        | Wild           | episodio "Thunderbeast" - documental |

### Teatro
| Año        | Obra                            | Personaje            | Director (a)  | Teatro                  | Notas                                                         |
| ---------- | ------------------------------- | -------------------- | ------------- | ----------------------- | ------------------------------------------------------------- |
| 2011       | La muerte y la doncella         | Gerardo              | Jeremy Herrin | Royal Court Theatre     | junto a Thandie Newton y Anthony Calf                         |
| 2010       | Earthquakes in London           | -                    | -             | National Theatre        | junto a Jessica Raine, Polly Frame y Bill Paterson            |
| 2009, 2010 | ENRON                           | Andrew Fastow        | -             | Royal Court Theatre     | junto a Amanda Drew, Tim Pigott-Smith y Samuel West           |
| 2009       | Darker Shores                   | Prof. Gabriel Stokes | Anthony Clark | Hampstead Theatre       | junto a Vinette Robinson, Julian Rhind-Tutt y Pamela Miles    |
| 2006       | Pete and Dud: Come Again        | Peter Cook           | -             | -                       | junto a Kevin Bishop, Colin Hoult y Fergus Craig              |
| 2006       | Spamalot                        | Sir Lancelot         | Mike Nicholas | Palace Theatre          | junto a Tim Curry, Chris Sieber, David Birrell y Robert Hands |
| 2005       | The Cosmonaut's Last Message... | Eric                 | -             | -                       | -                                                             |
| 2004       | A Doll's House                  | Torvald              | -             | -                       | -                                                             |
| 2002       | Tartuffe                        | Damis                | -             | -                       | -                                                             |
| 2001       | The Danny Crowe Show            | Miles                | -             | Bush Theatre            | -                                                             |
| 2000       | The Critic                      | -                    | -             | -                       | -                                                             |
| 2000       | The Dispute                     | -                    | -             | -                       | -                                                             |
| 1998       | The Two Gentlemen of Verona     | Valentine            | Edward Hall   | RSC Shakespeare Theatre | junto a Dominic Rowan y Colin McCormack                       |
| 1997       | Bartholomew Fair                | -                    | -             | -                       | -                                                             |
| 1997       | The Seagull                     | -                    | -             | -                       | -                                                             |
| 1997       | The Wolves                      | -                    | -             | -                       | -                                                             |
| 1997       | An Inspector Calls              | -                    | -             | -                       | -                                                             |
| 1996       | Henry IV part II                | John of Lancaster    | -             | -                       | -                                                             |
| 1996       | Henry IV part I                 | John of Lancaster    | -             | -                       | -                                                             |
| -          | Talk of the City                | -                    | -             | -                       | -                                                             |
| -          | Death and the Maiden            | -                    | -             | -                       | -                                                             |
| -          | The Effect                      | -                    | -             | -                       | -                                                             |
| -          | Monty Python's Spamalot         | -                    | -             | -                       | -                                                             |
| -          | Partridge                       | -                    | -             | -                       | -                                                             |

## Premios y nominaciones
| Año  | Categoría                                          | Premio                 | Obra     | Resultado |
| ---- | -------------------------------------------------- | ---------------------- | -------- | --------- |
| 2007 | Best Performance in a Supporting Role in a Musical | Laurence Olivier Award | Spamalot | Nominado  |